# 一条明
一条 明（いちじょう あきら、1922年9月11日 - 1987年）は、日本の作家。
東京生まれ。本名・高橋保。日本大学芸術学部演劇科卒。新樹社同人。歴史・時代小説、麻雀小説などを書いた。

## 著書
- 金太郎侍 榊原書店 1956 のち春陽文庫
- 黒帯令嬢 榊原書店 1957
- 青い乳房 和同出版社 1958
- 東京植民地 和同出版社 1959
- 黒帯雀鬼 東戦 桃園書房 1977.3
- ひねくれ星の詩 1977.3 (春陽文庫)
- 黒帯雀鬼 南戦 桃園書房 1977.8
- 黒帯雀鬼 西戦 桃園書房 1978.2
- 役満雀風録 桃園書房 1978.7
- いのちの灯 二本松少年隊物語 あかね書房 1980.7 (あかね創作児童文学)
- 吉田松陰 あかね書房 1984.9 (嵐の中の日本人シリーズ)
- 女優一代・貞奴 日本文華社 1984.12 (文華新書・小説選集)

## 参考
- 文藝年鑑1975